# Podmiot praw autorskich
Podmiot praw autorskich ― twórca lub twórcy utworu podlegającemu prawu autorskiemu. Według polskiego prawa współtwórcom przysługuje prawo autorskie domyślnie w równych częściach udziału. Współtwórca może określić lub dochodzić na drodze prawnej innej wielkości udziałów na podstawie własnego wkładu pracy twórczej.
W Polsce twórcy przysługują autorskie prawa osobiste oraz autorskie prawa majątkowe. Za twórcę utworu uważa się osobę, która stworzyła utwór. Prawa przysługują twórcy od chwili powstania utworu, także gdy nie ukończył on dzieła. Moment zachowania przez twórcę utworu na nośniku (cyfrowym, papierowym, kamiennym etc.) może wyznaczać rozpoczęcie biegu ochrony prawnej, jeśli zależy ona od utrwalenia utworu.
Twórcą jest osoba, której nazwisko uwidoczniono na egzemplarzach utworu lub autorstwo podano do publicznej wiadomości przy rozpowszechnianiu utworu. 
Podmiotem praw autorskich może być pracownik tworzący utwory nie pozostające w związku z wykonywaną przez niego pracą lub poza zakresem jego obowiązków.